# Claus Träger
Claus Träger (* 4. Februar 1927 in Leipzig; gest. 28. Mai 2005 in Leipzig) war Professor für Allgemeine Literaturwissenschaft an der Karl-Marx-Universität Leipzig.

## Leben und Wirken
Claus Träger war seit 1965 Professor für Allgemeine Literaturwissenschaft an der Leipziger Universität; am 1. Januar 1986 übernahm er dort die Leitung der Sektion Germanistik und Literaturwissenschaft. 1974 erhielt er den Lessing-Preis. Er war Mitglied der Sächsischen Akademie der Wissenschaften seit 1975 und ein „Star-Germanist der DDR“.
Anfänglich Schüler des Romanisten Werner Krauss, vertrat Träger eine marxistisch fundierte Literaturtheorie und widmete sich vorrangig der Literatur des 18. und frühen 19. Jahrhunderts (Spätaufklärung, Frühromantik). Er war Mitherausgeber der Zeitschrift für Germanistik und Mitglied des Verlagsbeirats des Leipziger Reclam-Verlags.
Träger war in zweiter Ehe verheiratet mit Christine Träger, geb. Fischer, Professorin für Vergleichende Literaturwissenschaft.
Sein Nachlass befindet sich im Deutschen Literaturarchiv Marbach.

## Publikationen
- Studien zur Literaturtheorie und Vergleichenden Literaturgeschichte. Reclam, Leipzig 1970.
- Studien zur Realismustheorie und Methodologie der Literaturwissenschaft. Reclam, Leipzig 1972.

## Herausgeberschaft
- Mainz zwischen Rot und Schwarz: Die Mainzer Revolution 1792–1793 in Schriften, Reden und Briefen. Rütten & Loening, Berlin 1963 (Inhaltsverzeichnis).
- Unter Mitarbeit von Frauke Schäfer: Die französische Revolution im Spiegel der deutschen Literatur. Reclam, Leipzig 1975.
- Wörterbuch der Literaturwissenschaft. VEB Bibliographisches Institut, Leipzig 1986, ISBN 3-323-00015-3.